# ژوزف یوجلاکی
ژوزف یوجلاکی (به فرانسوی: Joseph Ujlaki) بازیکن فوتبال و مهاجم اهل فرانسه است که از سال ۱۹۵۲ تا ۱۹۶۰ میلادی عضو تیم ملی فوتبال فرانسه بوده‌است. وی در ۲۱ بازی ملی حضور داشته است و در بازی‌های ملی‌اش ۱۰ گل به ثمر رساند.